# Celaenorrhinus mokeezi
Celaenorrhinus mokeezi es una especie de mariposa, de la familia de los hespéridos.

## Distribución
Celaenorrhinus mokeezi tiene una distribución restringida a la región Afrotropical y ha sido reportada en South Africa, Transkei, KwaZulu-Natal, Mpumalanga, Mozambique.

## Plantas hospederas
Las larvas se alimentan de plantas de la familia Acanthaceae.